# Marsdenia rubicunda
Marsdenia rubicunda är en oleanderväxtart som först beskrevs av Karl Moritz Schumann, och fick sitt nu gällande namn av Nicholas Edward Brown. Marsdenia rubicunda ingår i släktet Marsdenia och familjen oleanderväxter. Inga underarter finns listade i Catalogue of Life.